# Domantas Sabonis
Domantas Sabonis (Portland, Oregon, 3 de maig de 1996) és un jugador de bàsquet amb doble nacionalitat lituana i estatunidenca que pertany a la plantilla dels Sacramento Kings de l'NBA. Amb 2,16 metres d'alçada, juga en a la posició d'ala-pivot. És fill de l'exjugador de bàsquet lituà Arvydas Sabonis.

## Trajectòria

### Espanya
Va començar a jugar al bàsquet al club EBG Màlaga, d'on va passar a la pedrera de l'Unicaja quan era a la categoria infantil. Va debutar amb el primer equip amb 16 anys, el 5 de setembre de 2012 en un partit contra contra la Cibona de Zagreb. L'estiu de 2013 passa a pertànyer a la primera plantilla de l'Unicaja de Màlaga.

### Universitat
En 2014 marxa als Gonzaga Bulldogs de la Divisió I de la NCAA, rebutjant un contracte de 3 temporades i 650.000 € que li oferia l'Unicaja. En la seva primera temporada amb els Bulldogs va fer una mitjana de 9,7 punts i 7,1 rebots per partit, prou per a ser inclòs en el millor quintet de novells de la West Coast Conference i en el segon equip absolut de la conferència.
L'any següent va millorar fins a fer una mitjana de 17,6 punts i 11,8 rebots per partit, sent inclòs en el millor cinc inicial de la conferència.

### NBA

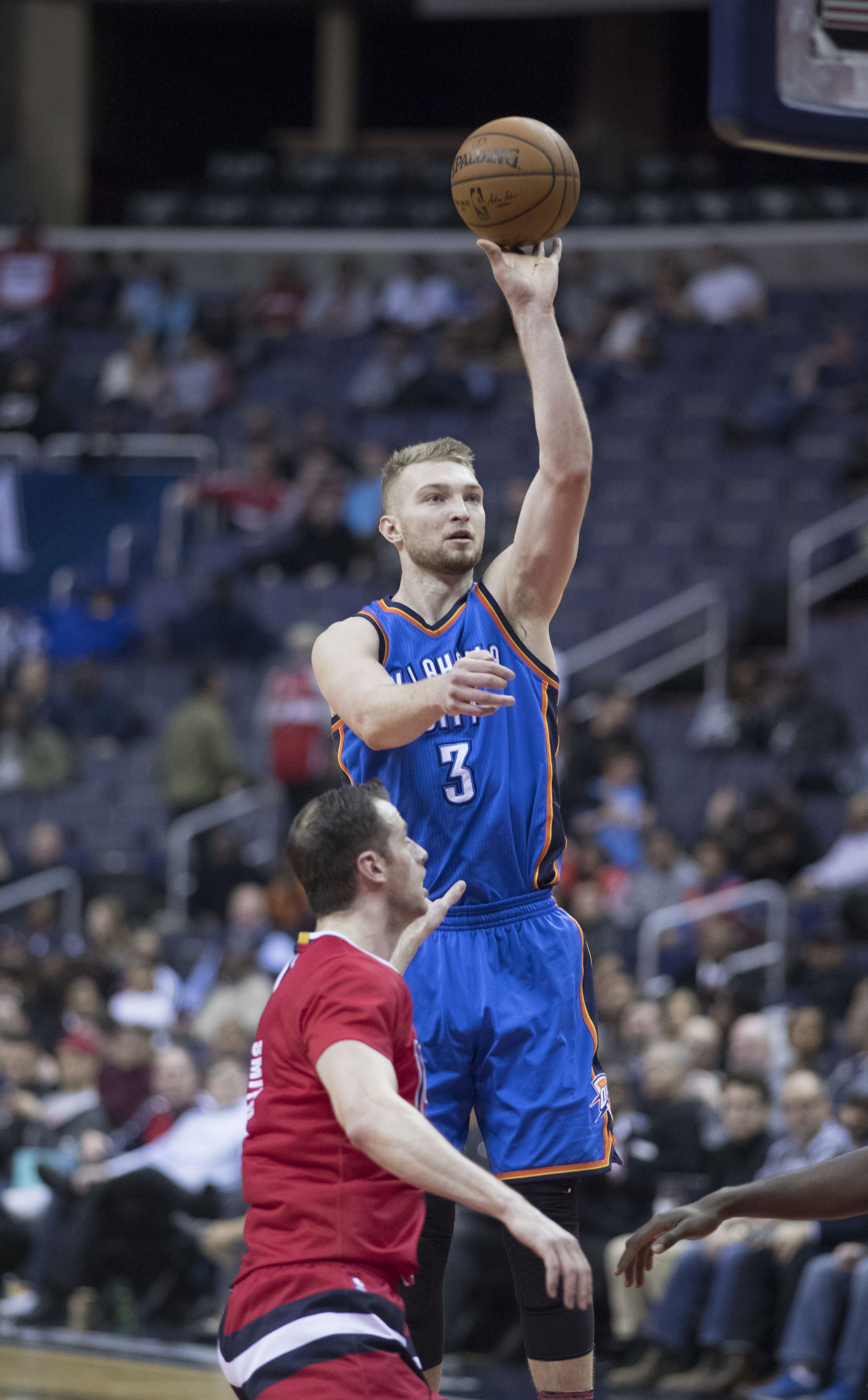
Sabonis amb Oklahoma City Thunder el 2017.

Va ser escollit a l'onzena posició del Draft de l'NBA de 2016 per part dels Orlando Magic, però va ser traspassat aquesta mateixa nit als Oklahoma City Thunder juntament amb Ersan İlyasova i Victor Oladipo a canvi de Serge Ibaka. Va debutar com titular el 26 d'octubre davant Philadelphia 76ers, aconseguint 5 punts i 4 rebots.
En la seva primera temporada a l'NBA, Domantas aconsegueix fer-se amb un buit en l'equip, si bé amb un rol menor. Després de ser titular bona part de la temporada, a penes juga en playoff.
El 6 de juliol de 2017 Sabonis és traspassat novament al costat de Oladipo, en aquest cas a Indiana Pacers a canvi de Paul George. A Indiana anirà adquirint cada vegada més importància. En els seus dues primeres temporades en l'equip és suplent. En la tercera, passa a ser titular, convertint-se en una de les referències ofensives de l'equip i sent convocat per a l'All-Star Game de 2020.
El 26 de febrer de 2021, va ser triat com a reemplaçament, per a disputar el seu segon All-Star Game, que es va celebrar a Atlanta.
Durant la seva cinquena temporada a Indiana, el 28 de gener de 2022, davant Oklahoma City Thunder aconsegueix un triple doble de 24 punts, 18 rebots i 10 assistències. El 8 de febrer, és traspassat al costat de Jeremy Lamb, Justin Holiday a Sacramento Kings a canvi de Tyrese Haliburton, Buddy Hield i Tristan Thompson.
Al començament de la seva segona temporada en Sacramento, el 13 de novembre de 2022 davant Golden State Warriors, registra un doble-doble de 26 punts i 22 rebots. El 2 de febrer de 2023 es va anunciar la seva participació en el All-Star Game de Salt Lake City, sent la tercera nominació de la seva carrera.

### Selecció nacional
Sabonis va fer el seu debut internacional amb la selecció nacional de Lituània en el Campionat d'Europa de 2012 FIBA Sub-16, fent una mitjana de 14,4 punts, 14,4 rebots i 2,4 assistències per partit. Va agafar 27 rebots contra Polònia el 27 de juliol (rècord del torneig). En 2013, va jugar el Campionat Europeu de Bàsquet Masculí Sub-18 disputat a Letònia, repetint a l'any següent, el 2014 a Turquia.
El 2015, va participar en el Campionat Europeu de Bàsquet Masculí Sub-20 disputat a Itàlia, on va registrar el rècord del campionat en rebots, amb 28 en un partit, i va ser anomenat per primera vegada amb la selecció absoluta debutant el 19 de juliol davant Austràlia, i establint així el rècord del jugador més jove amb la selecció lituana (19 anys, 2 mesos i 26 dies), superant a Jonas Valančiūnas (19 anys i 3 mesos).
El setembre de 2015, va formar part de la plantilla de la selecció de bàsquet de Lituània per l'Eurobasket 2015, campionat en el qual van aconseguir la medalla de plata.
A l'any següent, va ser part del combinat lituà que va disputar els Jocs Olímpics de Rio 2016.
Al setembre de 2022 va disputar amb el combinat absolut lituà l'Eurobasket 2022, finalitzant en quinzena posició.

## Estadístiques de la seva carrera a l'NBA

### Temporada regular
| Any      | Equip         | PJ  | PT  | MPP  | %TC  | %3P  | %TL  | RPP  | APP | ROB | TPP | PPP  |
| -------- | ------------- | --- | --- | ---- | ---- | ---- | ---- | ---- | --- | --- | --- | ---- |
| 2016-17  | Oklahoma City | 81  | 66  | 20.1 | .399 | .321 | .657 | 3.6  | 1.0 | .5  | .4  | 5.9  |
| 2017-18  | Indiana       | 74  | 19  | 24.5 | .514 | .351 | .750 | 7.7  | 2.0 | .5  | .4  | 11.6 |
| 2018-19  | Indiana       | 74  | 5   | 24.8 | .590 | .529 | .715 | 9.3  | 2.9 | .6  | .4  | 14.1 |
| 2019-20  | Indiana       | 62  | 62  | 34.8 | .540 | .254 | .723 | 12.4 | 5.0 | .8  | .5  | 18.5 |
| 2020-21  | Indiana       | 62  | 62  | 36.0 | .535 | .321 | .732 | 12.0 | 6.7 | 1.2 | .5  | 20.3 |
| 2021-22  | Indiana       | 47  | 46  | 34.7 | .580 | .324 | .740 | 12.1 | 5.0 | 1.0 | .5  | 18.9 |
| 2021-22  | Sagrament     | 15  | 15  | 33.6 | .554 | .235 | .743 | 12.3 | 5.8 | .9  | .3  | 18.9 |
| Total    | Total         | 415 | 275 | 28.4 | .534 | .319 | .728 | 9.2  | 3.6 | .7  | .4  | 14.4 |
| All-Star | All-Star      | 2   | 0   | 18.5 | .333 | –    | .500 | 3.5  | .5  | .0  | .0  | 2.0  |

### Playoffs
| Any   | Equip         | PJ | PT | MPP  | %TC  | %3P  | %TL   | RPP | APP | ROB | TPP | PPP  |
| ----- | ------------- | -- | -- | ---- | ---- | ---- | ----- | --- | --- | --- | --- | ---- |
| 2017  | Oklahoma City | 2  | 0  | 3.0  | .000 | .000 | 1.000 | 1.0 | .0  | .5  | .5  | 2.0  |
| 2018  | Indiana       | 7  | 0  | 23.7 | .581 | .143 | .778  | 4.6 | .7  | .1  | .3  | 12.4 |
| 2019  | Indiana       | 4  | 0  | 24.0 | .414 | .250 | .643  | 7.3 | 4.0 | .8  | .3  | 8.5  |
| Total | Total         | 13 | 0  | 20.6 | .511 | .167 | .750  | 4.8 | 1.6 | .4  | .3  | 9.6  |

## Vida personal
Domantas és fill de Arvydas Sabonis (n. 1964), llegendari jugador de bàsquet lituà inclòs al Saló de la Fama del Bàsquet (Basketball Hall of Fame) i que va jugar als Portland Trail Blazers entre 1995 i 2003 (motiu pel qual Domantas va néixer a Portland). Els seus dos germans majors, Žygimantas (n. 1991) i Tautvydas (n. 1992), també són jugadors de bàsquet en diferents lligues europees. Té una germana menor, Aušrinė (n. 1997).